# Vladimír Vlček (kněz)
Vladimír Vlček (28. března 1924 Soběslav – 1. května 2014) byl český římskokatolický kněz, čestný občan Ševětína a čestný kanovník Katedrální kapituly u sv. Mikuláše v Českých Budějovicích.

## Životopis
Narodil se 28. března roku 1924 v jihočeské Soběslavi. V roce 1949 byl vysvěcen na kněze. 
Během svého života působil v řadě farností v Jihočeském kraji. Například v Českých Budějovicích, v Plané nad Lužnicí, v Sezimově Ústí, v Českém Krumlově, v Deštné u Jindřichova Hradce, v Sudoměřicích u Bechyně, v Dolním Bukovsku nebo v Lomnici nad Lužnicí.
Vladimír Vlček zemřel náhle 1. května 2014. Pohřben je na ševětínském hřbitově.